# Шерцах
Шерцах (нем. Scherzach) — река в Германии, протекает по земле Баден-Вюртемберг. Длина реки — 13,2 км. Приток Шуссена. Берёт начало в заповеднике «Wasenmoos bei Grünkraut».
Река протекает по лесистой долине Lauratal, в которой расположены руины замков Wildeneck и Haslachburg. С долиной и замками связано множество местных легенд, в том числе о рождении императора Рима Фридриха Барбароссы, которому в замке нем. Haslachburg поставлен памятник.